# NGC 1838
NGC 1838 is een open sterrenhoop in het sterrenbeeld Goudvis. Het hemelobject werd op 30 december 1836 ontdekt door de Britse astronoom John Herschel.

## Synoniemen
- ESO 56-SC64